# Desigual
Desigual är ett företag grundat år 1984 av Thomas Meyer. Företaget som är baserat i Barcelona i Spanien designar, tillverkar och säljer kläder. Företaget omsatte år 2011 cirka 250 miljoner euro.